# Gegard Mousasi
Geghard Movsesian, meglio conosciuto come Gegard Mousasi (Teheran, 1º agosto 1985), è un lottatore di arti marziali miste armeno naturalizzato olandese.
Combatte nella categoria dei pesi medi per la promozione statunitense Bellator MMA, dove è l'attuale campione di categoria dal 2018. È stato l'unico campione dei pesi medi e dei pesi mediomassimi nella promozione giapponese Dream, nonché campione dei pesi mediomassimi Strikeforce e campione dei pesi medi Cage Warriors. A sedici anni è stato campione nazionale di pugilato a livello dilettantistico.
Fino al 2010 è stato uno dei dirigenti dell'organizzazione europea di arti marziali miste M-1 Global assieme a Fedor Emelianenko ed è stato premiato come European Fighter of the Year ai Fighters Only World MMA Awards nel 2009. Nel 2010 è stato inserito nella lista dei venticinque migliori lottatori del mondo under-25, alla posizione numero quattro.
Ha un fratello maggiore, Gewik, attivo nelle MMA come peso massimo tra il 2003 e il 2006 con un record di 4-2.

## Background
Mousasi nasce a Teheran da genitori di etnia armena e, a soli quattro anni, si trasferisce con la famiglia a Leida, nei Paesi Bassi, dove si avvicina alle arti marziali iscrivendosi ad una scuola di Judo.
A quindici anni inizia a praticare il pugilato e solamente un anno dopo diventa campione nazionale di boxe amatoriale con un record di 12-1; le vittorie sono tutte per KO.
Successivamente passa alla kickboxing e tra il 2003 e il 2004 mette a segno tre vittorie consecutive contro kickboxer olandesi.

## Carriera nelle arti marziali miste

### Inizi
Mousasi inizia la propria carriera da professionista delle arti marziali miste nell'aprile del 2003 e dà il via ad una lunga gavetta continentale di 10 incontri in due anni (8-1-1) dove viene sconfitto solamente da Petras Markevičius per sottomissione.
Nel 2005 viene chiamato per un incontro in Giappone con la federazione Deep, incontro che vince in soli 10 secondi per KO, e che congiuntamente ad altre tre vittorie consecutive lo mettono in luce anche nel paese del sol levante: nel 2006 infatti viene messo sotto contratto dalla Pride.

### Pride Fighting Championships
Per l'organizzazione Pride Mousasi partecipa solamente al torneo PRIDE 2006 Welterweight Grand Prix, nel quale passa il primo turno sconfiggendo Makoto Takimoto ma ai quarti di finale si deve arrendere ad Akihiro Gono.
Inutile la vittoria contro Hector Lombard nel match di consolazione.

### Ritorno in Europa e Dream
Mousasi si riscatta subito in Inghilterra vincendo il titolo dei pesi medi Cage Warriors.
Combatte alcuni incontri tra Europa e Nord America per diverse promozioni, tra queste la M-1 Global, vincendoli tutti.
Nel 2008 Mousasi fa ritorno in Giappone per combattere con la promozione Dream.

### Dream e Strikeforce
Mousasi entra nell'organizzazione come partecipante al torneo DREAM 2008 Middleweight Grand Prix ed il suo impatto è devastante: vince infatti il torneo annichilendo in serie Denis Kang, Dong Sik Yoon (unica vittoria ai punti), Melvin Manhoef e infine Ronaldo Souza per KO, venendo quindi incoronato campione dei pesi medi Dream.
Successivamente partecipa anche al torneo DREAM Super Hulk Grand Prix: l'inizio è dei migliori e sottomette in poco più di un minuto Mark Hunt, ma salta la semifinale contro Rameau Thierry Sokoudjou per infortunio; affronterà comunque Sokoudjou in un incontro senza nulla in palio e vincerà per KO tecnico.
Contemporaneamente nel 2009 firma un contratto con la Strikeforce che lo mette subito di fronte al campione dei pesi mediomassimi Renato Sobral: Mousasi vince anche questo incontro per KO in un minuto, divenendo campione di categoria Strikeforce.
L'anno successivo però Mousasi perde il titolo contro Muhammed Lawal, che lo batte ai punti: in quell'incontro Mousasi venne penalizzato per un colpo scorretto.
Sempre nel 2009 per promuovere la propria organizzazione M-1 Global negli Stati Uniti prende parte all'evento M-1 Global Presents Breakthrough, organizzato a Kansas City, dove si esibisce in un incontro amichevole contro Fedor Emelianenko.
Grazie alla partnership con l'organizzazione statunitense Affliction, acerrima rivale dell'UFC, Mousasi avrebbe dovuto lottare il 1º agosto 2009 ad Anaheim contro Renato Sobral ma l'intero evento saltò e successivamente la promozione fallì.
Nel 2010 prende parte al torneo DREAM 2010 Light Heavyweight Grand Prix che decreta il campione Dream dei pesi mediomassimi: vince anche questo titolo sconfiggendo in finale Tatsuya Mizuno.
Nel 2011 arrotonda il proprio bottino personale in Strikeforce con due vittorie ed un pareggio contro Keith Jardine.
Nel marzo del 2012, a causa della rottura del legamento crociato anteriore, rimane fuori gioco per diversi mesi; nel giugno dello stesso anno la promozione Dream, della quale Mousasi era il campione dei pesi mediomassimi, fallisce per mancanza di finanziamenti, lasciando il lottatore armeno senza cinture.
Torna a combattere nel gennaio 2013 nell'ultimo evento della Strikeforce prima che questa venisse assimilata dalla più importante UFC, sottomettendo Mike Kyle nel primo round.

### Ultimate Fighting Championship
Nel 2013 l'UFC completò l'accorpamento della Strikeforce al suo interno di fatto dismettendo quest'ultima, e di conseguenza Mousasi venne aggiunto al roster dei pesi mediomassimi dell'UFC nel quale secondo i ranking ufficiali della promozione era già considerato il contendente numero 10.
Esordì nell'evento svedese di aprile dove avrebbe dovuto affrontare il top contender di casa Alexander Gustafsson (numero 2 del ranking), ma quest'ultimo s'infortunò proprio pochi giorni prima del match e venne sostituito da compagno di squadra Ilir Latifi, lottatore svedese di origini kosovare: Mousasi s'impose sul poco noto avversario per decisione unanime dei giudici di gara in un incontro che lo vide controllare il match grazie al suo jab.

#### Passaggio ai pesi medi
Nel febbraio 2014 effettuò il passaggio nella divisione dei pesi medi dove affrontò l'ex campione dei pesi mediomassimi e numero 4 dei ranking Lyoto Machida in un incontro che molto probabilmente avrebbe premiato il vincitore con una chance per il titolo: Mousasi non trovò una soluzione allo striking evasivo del rivale e venne sconfitto ai punti; al termine dell'incontro entrambi gli atleti vennero premiati con il riconoscimento Fight of the Night.
In maggio si sbarazza velocemente del numero 7 dei ranking Mark Muñoz per mezzo di una sottomissione durante il primo round in un evento ospitato a Berlino.
In settembre affronta il numero 4 dei ranking Ronaldo "Jacaré" Souza in un match che lo avrebbe fatto tornare in lizza per un posto come contendente al titolo: Mousasi viene invece dominato dalla miglior lotta dell'avversario e sconfitto per sottomissione durante la terza ripresa.
Nel gennaio del 2015 ottiene una delle vittorie più prestigiose in carriera quando sconfigge la leggenda Dan Henderson, pluricampione Pride e Strikeforce, per KO tecnico durante la prima ripresa anche a causa di uno stop prematuro da parte dell'arbitro; l'impresa gli valse il premio Performance of the Night.
A maggio affronta e sconfigge Costas Philippou per decisione unanime, dominando dal primo all'ultimo round grazie all'enorme vantaggio a suo favore nella lotta a terra.
A settembre avrebbe dovuto affrontare Roan Carneiro. Tuttavia, quest'ultimo subì un infortunio prima dell'evento ed al suo posto venne inserito il giamaicano Uriah Hall. Nella prima ripresa Mousasi riusci a dominare il suo avversario ottenendo più volte posizioni dominanti al tappeto, riuscendo quasi a sottometterlo con una rear-naked choke negli ultimi secondi del round. Mentre nella seconda ripresa, a soli 25 secondi, Mousasi venne colpito in pieno volto prima da un calcio girato e successivamente da una perfetta ginocchiata in salto che lo mandò definitivamente al tappeto, qui Hall finalizzò il tutto con una serie di pugni che costrinsero l'arbitro a fermare l'incontro per KO tecnico. Questa fu la prima volta che Mousasi veniva sconfitto per KO.
Nel febbraio del 2016 doveva affrontare Michael Bisping all'evento UFC Fight Night 84. Tuttavia, il 24 dicembre, Bisping venne rimosso dall'incontro per poter affrontare Anderson Silva allo stesso evento. Mousasi affrontò invece Thales Leites nel co-main event, vincendo l'incontro per decisione unanime.
Il 9 luglio avrebbe dovuto affrontare Derek Brunson all'evento UFC 200. Tuttavia, Brunson subì un infortunio e al suo posto venne inserito Thiago Santos. Verso la fine del primo round Santos, che era stato portato al tappeto in precedenza, nel tentativo di rialzarsi venne colpito in pieno volto da un montante destro, cedendo la vittoria a Mousasi per KO tecnico. Ottenne anche il premio Performance of the Night.
A ottobre del 2016 affrontò l'ex campione dei pesi mediomassimi UFC Vítor Belfort, all'evento UFC 204. Alla seconda ripresa, Mousasi colpì violentemente la testa di Belfort con un calcio destro ben piazzato, una volta stordito l'avversario tentò di mandarlo giù con una furia di pugni ma senza riuscirci, allora cambiò strategia e afferrandolo per una gamba eseguì un takedown e lo mandò al tappeto; in seguito raggiunse la posizione montanta e pose fine all'incontro per KO tecnico con il ground and pound.
Il 19 novembre dovette riaffrontare Uriah Hall nel main event. Dopo 4 minuti di incontro, dove entrambi gli atleti si scambiarono pochi colpi in piedi, Mousasi riuscì a portare il suo avversario al tappeto con un veloce takedown, a terra lo bloccò in modo tale da poter sferrare un feroce ground and pound, ponendo fine al match per KO tecnico.
L'8 aprile 2017, a UFC 210, sfida l'ex campione dei pesi medi Chris Weidman, su cui riesce a imporsi per KO tecnico dopo alcuni attimi di concitazione a causa dei dubbi sulla regolarità delle ginocchiate sferrate sullo statunitense (dubbi poi eliminati dal replay). Dato l'esito controverso dell'incontro, Mousasi si dichiara subito pronto a concedere un rematch all'ex campione.

### Bellator MMA
Il 10 luglio 2017 la federazione concorrente della UFC, la Bellator MMA, annuncia l'ingaggio di Mousasi: il contratto stipulato prevede un minimo di sei incontri e l'olandese annuncia di voler vincere il titolo dei pesi mediomassimi dopo aver vinto quello dei pesi medi.
Mousasi debutta nella nuova federazione il successivo 20 ottobre all'evento Bellator 185 contro Alexander Schlemenko: nonostante già al primo minuto un pugno del russo gli procuri la rottura dell'orbita oculare destra, Mousasi viene giudicato idoneo a combattere dal medico e alla fine riesce ad imporsi per decisione unanime, sebbene molti esperti si dichiarino poi contrari a tale risultato.
Il 26 maggio 2018, all'evento Bellator 200, Mousasi batte al primo round per KO tecnico il campione dei pesi medi Rafael Carvalho e pertanto vince il titolo al suo secondo incontro in Bellator. Il 29 settembre difende la cintura contro il campione dei pesi welter Rory MacDonald.

## Risultati nelle arti marziali miste
| Risultato | Record | Avversario           | Metodo                                                   | Evento                                               | Data              | Round | Tempo | Città                        | Note                                                                               |
| --------- | ------ | -------------------- | -------------------------------------------------------- | ---------------------------------------------------- | ----------------- | ----- | ----- | ---------------------------- | ---------------------------------------------------------------------------------- |
| Sconfitta | 49-8-2 | Johnny Eblen         | Decisione (unanime)                                      | Bellator 282                                         | 24 giugno 2022    | 5     | 5:00  | Uncasville, Stati Uniti      | Perde il titolo dei pesi medi Bellator                                             |
| Vittoria  | 49-7-2 | Austin Vanderford    | KO Tecnico (pugni)                                       | Bellator 275                                         | 25 febbraio 2022  | 1     | 1:25  | Dublino, Irlanda             | Difende il titolo dei pesi medi Bellator                                           |
| Vittoria  | 48-7-2 | John Salter          | KO tecnico (pugni)                                       | Bellator 264                                         | 13 agosto 2021    | 3     | 2:07  | Uncasville, Stati Uniti      | Difende il titolo dei pesi medi Bellator                                           |
| Vittoria  | 47-7-2 | Douglas Lima         | Decisione (unanime)                                      | Bellator 250                                         | 29 ottobre 2020   | 5     | 5:00  | Uncasville, Stati Uniti      | Vince il titolo dei pesi medi Bellator                                             |
| Vittoria  | 46-7-2 | Lyoto Machida        | Decisione (non unanime)                                  | Bellator 228                                         | 28 settembre 2019 | 3     | 5:00  | Inglewood, Stati Uniti       |                                                                                    |
| Sconfitta | 45-7-2 | Rafael Lovato Jr.    | Decisione (maggioritaria)                                | Bellator 223                                         | 22 giugno 2019    | 5     | 5:00  | Londra, Inghilterra          | Perde il titolo dei pesi medi Bellator                                             |
| Vittoria  | 45-6-2 | Rory MacDonald       | KO tecnico (gomitate e pugni)                            | Bellator 206                                         | 29 settembre 2018 | 2     | 3:23  | San Jose, Stati Uniti        | Difende il titolo dei pesi medi Bellator                                           |
| Vittoria  | 44-6-2 | Rafael Carvalho      | KO tecnico (pugni)                                       | Bellator 200                                         | 26 maggio 2018    | 1     | 3:35  | Londra, Inghilterra          | Vince il titolo dei pesi medi Bellator                                             |
| Vittoria  | 43-6-2 | Alexander Shlemenko  | Decisione (unanime)                                      | Bellator 185                                         | 20 ottobre 2017   | 3     | 5:00  | Uncasville, Stati Uniti      | Debutto in Bellator MMA                                                            |
| Vittoria  | 42-6-2 | Chris Weidman        | KO Tecnico (ginocchiate)                                 | UFC 210: Cormier vs Johnson 2                        | 8 aprile 2017     | 2     | 3:13  | Buffalo, Stati Uniti         |                                                                                    |
| Vittoria  | 41-6-2 | Uriah Hall           | KO Tecnico (pugni)                                       | UFC Fight Night: Mousasi vs. Hall 2                  | 19 novembre 2016  | 1     | 4:37  | Belfast, Irlanda del Nord    |                                                                                    |
| Vittoria  | 40-6-2 | Vítor Belfort        | KO Tecnico (pugni)                                       | UFC 204: Bisping vs. Henderson 2                     | 8 ottobre 2016    | 2     | 2:43  | Manchester, Inghilterra      |                                                                                    |
| Vittoria  | 39-6-2 | Thiago Santos        | KO Tecnico (pugni)                                       | UFC 200: Tate vs. Nunes                              | 9 luglio 2016     | 1     | 4:32  | Las Vegas, Stati Uniti       | Performance of the Night                                                           |
| Vittoria  | 38-6-2 | Thales Leites        | Decisione (unanime)                                      | UFC Fight Night: Silva vs. Bisping                   | 27 febbraio 2016  | 3     | 5:00  | Londra, Inghilterra          |                                                                                    |
| Sconfitta | 37-6-2 | Uriah Hall           | KO Tecnico (calcio girato, ginocchiata in salto e pugni) | UFC Fight Night: Barnett vs. Nelson                  | 27 settembre 2015 | 2     | 0:25  | Saitama, Giappone            |                                                                                    |
| Vittoria  | 37-5-2 | Costas Philippou     | Decisione (unanime)                                      | UFC Fight Night: Edgar vs. Faber                     | 15 maggio 2015    | 3     | 5:00  | Pasay, Filippine             |                                                                                    |
| Vittoria  | 36-5-2 | Dan Henderson        | KO Tecnico (pugni)                                       | UFC on Fox: Gustafsson vs. Johnson                   | 24 gennaio 2015   | 1     | 1:10  | Stoccolma, Svezia            | Performance of the Night                                                           |
| Sconfitta | 35-5-2 | Ronaldo Souza        | Sottomissione (ghigliottina)                             | UFC Fight Night: Souza vs. Mousasi                   | 5 settembre 2014  | 3     | 4:30  | Ledyard, Stati Uniti         |                                                                                    |
| Vittoria  | 35-4-2 | Mark Muñoz           | Sottomissione (rear naked choke)                         | UFC Fight Night: Munoz vs. Mousasi                   | 31 maggio 2014    | 1     | 3:57  | Berlino, Germania            | Performance of the Night                                                           |
| Sconfitta | 34-4-2 | Lyoto Machida        | Decisione (unanime)                                      | UFC Fight Night: Machida vs. Mousasi                 | 8 febbraio 2014   | 5     | 5:00  | Jaraguá do Sul, Brasile      | Passa ai pesi medi, Fight of the Night                                             |
| Vittoria  | 34-3-2 | Ilir Latifi          | Decisione (unanime)                                      | UFC on Fuel TV: Mousasi vs. Latifi                   | 6 aprile 2013     | 3     | 5:00  | Stoccolma, Svezia            | Debutto in UFC                                                                     |
| Vittoria  | 33-3-2 | Mike Kyle            | Sottomissione (rear naked choke)                         | Strikeforce: Marquardt vs. Saffiedine                | 12 gennaio 2013   | 1     | 4:09  | Oklahoma City, Stati Uniti   |                                                                                    |
| Vittoria  | 32–3-2 | Ovince St. Preux     | Decisione (unanime)                                      | Strikeforce: Melendez vs. Masvidal                   | 17 dicembre 2011  | 3     | 5:00  | San Diego, Stati Uniti       |                                                                                    |
| Vittoria  | 31–3-2 | Hiroshi Izumi        | KO Tecnico (pugni)                                       | Dream: Japan GP Final                                | 16 luglio 2011    | 1     | 3:29  | Tokyo, Giappone              | Difende il titolo dei pesi mediomassimi Dream                                      |
| Parità    | 30–3-2 | Keith Jardine        | Parità (maggioranza)                                     | Strikeforce: Diaz vs. Daley                          | 9 aprile 2011     | 3     | 5:00  | San Diego, Stati Uniti       |                                                                                    |
| Vittoria  | 30–3-1 | Tatsuya Mizuno       | Sottomissione (rear naked choke)                         | Dream 16                                             | 25 settembre 2010 | 1     | 6:10  | Nagoya, Giappone             | Vince il DREAM 2010 Light Heavyweight Grand Prix e il titolo dei Pesi Mediomassimi |
| Vittoria  | 29–3-1 | Jake O'Brien         | Sottomissione (ghigliottina)                             | Dream 15                                             | 10 luglio 2010    | 1     | 0:31  | Saitama, Giappone            | DREAM 2010 Light Heavyweight Grand Prix, Semifinale                                |
| Sconfitta | 28–3-1 | Muhammed Lawal       | Decisione (unanime)                                      | Strikeforce: Nashville                               | 17 aprile 2010    | 5     | 5:00  | Nashville, Stati Uniti       | Perde il titolo dei pesi mediomassimi Strikeforce                                  |
| Vittoria  | 28–2-1 | Gary Goodridge       | KO Tecnico (pugni)                                       | Dynamite!! 2009                                      | 31 dicembre 2009  | 1     | 1:34  | Saitama, Giappone            | Incontro di pesi massimi                                                           |
| Vittoria  | 27–2-1 | Sokoudjou            | KO Tecnico (pugni)                                       | Strikeforce: Fedor vs. Rogers                        | 7 novembre 2009   | 2     | 3:43  | Hoffman Estates, Stati Uniti |                                                                                    |
| Vittoria  | 26–2-1 | Renato Sobral        | KO (pugni)                                               | Strikeforce: Carano vs. Cyborg                       | 15 agosto 2009    | 1     | 1:00  | San Jose, Stati Uniti        | Vince il titolo dei pesi mediomassimi Strikeforce                                  |
| Vittoria  | 25–2-1 | Mark Hunt            | Sottomissione (armbar)                                   | Dream.9: Feather Weight Grand Prix 2009 Second Round | 26 maggio 2009    | 1     | 1:19  | Yokohama, Giappone           | DREAM Super Hulk Grand Prix, Quarti di finale; incontro openweight                 |
| Vittoria  | 24–2-1 | Ronaldo Souza        | KO (calcio da terra)                                     | Dream 6: Middle Weight Grandprix 2008 Final Round    | 23 settembre 2008 | 1     | 2:15  | Saitama, Giappone            | Vince il DREAM 2008 Middleweight Grand Prix e il titolo dei pesi medi              |
| Vittoria  | 23–2-1 | Melvin Manhoef       | Sottomissione (triangolo)                                | Dream 6: Middle Weight Grandprix 2008 Final Round    | 23 settembre 2008 | 1     | 1:28  | Saitama, Giappone            | DREAM 2008 Middleweight Grand Prix, Semifinale                                     |
| Vittoria  | 22–2-1 | Dong Sik Yoon        | Decisione (unanime)                                      | DREAM.4 Middle Weight Grandprix 2008 2nd Round       | 15 giugno 2008    | 2     | 5:00  | Yokohama, Giappone           | DREAM 2008 Middleweight Grand Prix, Quarti di finale                               |
| Vittoria  | 21–2-1 | Denis Kang           | Sottomissione (triangolo)                                | Dream.2 Middle Weight Grandprix 2008 1st Round       | 29 aprile 2008    | 1     | 3:10  | Saitama, Giappone            | DREAM 2008 Middleweight Grand Prix, Primo turno                                    |
| Vittoria  | 20–2-1 | Steve Mensing        | KO Tecnico (pugni)                                       | M-1: Slamm                                           | 2 marzo 2008      | 1     | 2:44  | Paesi Bassi                  |                                                                                    |
| Vittoria  | 19–2-1 | Evangelista Santos   | KO Tecnico (pugni)                                       | HCF: Destiny                                         | 1º febbraio 2008  | 1     | 3:42  | Calgary, Canada              | Incontro catchweight                                                               |
| Vittoria  | 18–2-1 | Damir Mirenic        | KO Tecnico (pugni)                                       | HCF: Title Wave                                      | 19 ottobre 2007   | 1     | 4:46  | Calgary, Canada              |                                                                                    |
| Vittoria  | 17–2-1 | Kyacey Uscola        | KO Tecnico (pugni)                                       | Bodog Fight                                          | 25 agosto 2007    | 1     | 4:56  | Vancouver, Canada            |                                                                                    |
| Vittoria  | 16–2-1 | Alexander Kokoev     | Decisione (unanime)                                      | M-1 Battle on the Neva                               | 21 luglio 2007    | 3     | 5:00  | San Pietroburgo, Russia      |                                                                                    |
| Vittoria  | 15–2-1 | Gregory Bouchelaghem | Sottomissione (pugni)                                    | CWFC: Enter The Rough House                          | 9 dicembre 2006   | 1     | 2:20  | Nottingham, Regno Unito      | Vince il titolo dei pesi medi Cage Warriors                                        |
| Vittoria  | 14–2-1 | Hector Lombard       | Decisione (unanime)                                      | Pride Bushido 13                                     | 5 novembre 2006   | 2     | 5:00  | Yokohama, Giappone           | PRIDE 2006 Welterweight Grand Prix, eventuale ripescaggio                          |
| Sconfitta | 13–2-1 | Akihiro Gono         | Sottomissione (armbar)                                   | Pride Bushido 12                                     | 26 agosto 2006    | 2     | 4:24  | Nagoya, Giappone             | PRIDE 2006 Welterweight Grand Prix, Quarti di finale                               |
| Vittoria  | 13–1-1 | Makoto Takimoto      | KO Tecnico (frattura dell'orbita)                        | Pride Bushido 11                                     | 4 giugno 2006     | 1     | 5:34  | Saitama, Giappone            | PRIDE 2006 Welterweight Grand Prix, Primo turno                                    |
| Vittoria  | 12–1-1 | Hidetada Irie        | KO Tecnico (stop medico)                                 | Deep 24 Impact                                       | 11 aprile 2006    | 2     | 1:29  | Tokyo, Giappone              | Incontro openweight                                                                |
| Vittoria  | 11–1-1 | Sanjin Kadunc        | KO Tecnico (pugni)                                       | Future Battle                                        | 5 marzo 2006      | 1     | 0:35  | Bergen op Zoom, Paesi Bassi  |                                                                                    |
| Vittoria  | 10–1-1 | Andre Fyeet          | KO Tecnico (pugni)                                       | 2H2H: Mixed Fight                                    | 17 dicembre 2005  | 1     | 0:40  | Paesi Bassi                  |                                                                                    |
| Vittoria  | 9–1-1  | Tsuyoshi Kurihara    | KO (ginocchiata)                                         | Deep 22 Impact                                       | 2 dicembre 2005   | 1     | 0:10  | Tokyo, Giappone              | Incontro di pesi mediomassimi                                                      |
| Vittoria  | 8–1-1  | Stefan Klever        | KO Tecnico (pugni)                                       | Bushido Europe: Rotterdam Rumble                     | 9 ottobre 2005    | 1     | 3:39  | Rotterdam, Paesi Bassi       |                                                                                    |
| Vittoria  | 7–1-1  | Chico Martinez       | Sottomissione (rear naked choke)                         | JE: Holland vs Russia                                | 24 aprile 2005    | 1     | 4:39  | Paesi Bassi                  |                                                                                    |
| Vittoria  | 6–1-1  | John Donnelly        | Sottomissione (armbar)                                   | Rings: Bushido Ireland                               | 12 marzo 2005     | 1     | 1:02  | Irlanda                      |                                                                                    |
| Sconfitta | 5–1-1  | Petras Markevičius   | Sottomissione (armbar)                                   | Fight Festival 13                                    | 28 febbraio 2005  | 2     | 1:49  | Helsinki, Finlandia          |                                                                                    |
| Vittoria  | 5–0-1  | Erik Oganov          | Sottomissione (rear naked choke)                         | M-1: International Fight Night                       | 5 febbraio 2005   | 1     | 2:16  | San Pietroburgo, Russia      |                                                                                    |
| Vittoria  | 4–0-1  | Rody Trost           | KO Tecnico (pugni)                                       | IMA: Mix Fight                                       | 19 dicembre 2004  | 1     | 3:18  | Landsmeer, Paesi Bassi       |                                                                                    |
| Vittoria  | 3–0-1  | Niko Puhakka         | Sottomissione (rear naked choke)                         | Fight Festival 11                                    | 11 settembre 2004 | 2     | 2:17  | Helsinki, Finlandia          |                                                                                    |
| Parità    | 2–0-1  | Gilson Ferreira      | Parità                                                   | Together Productions: Fight Gala                     | 15 novembre 2003  | 2     | 5:00  | Zaandam, Paesi Bassi         |                                                                                    |
| Vittoria  | 2–0    | Xander Nel           | KO Tecnico (pugni)                                       | IMA: Mixfight Gala                                   | 12 ottobre 2003   | 1     | 1:05  | Badhoevedorp, Paesi Bassi    |                                                                                    |
| Vittoria  | 1–0    | Daniel Spek          | KO Tecnico (pugni)                                       | 2H2H: 1st Open Team Mixfight Championships           | 27 aprile 2003    | 1     | 3:40  | Amsterdam, Paesi Bassi       |                                                                                    |

## Olimpiadi 2012
Mousasi ha manifestato il suo interesse a partecipare alle Olimpiadi di Londra 2012 di Pugilato con la nazionale olandese, interesse poi scemato a causa dell'infortunio subito quell'anno e al rinnovo del contratto con la Strikeforce per altri sei incontri.